# Provinciale weg 366
De provinciale weg 366 (N366) is een provinciale weg in de provincies Groningen en Drenthe. De weg vormt een verbinding tussen de N33 nabij Veendam en de Duitse grens bij Ter Apel. Tussen Boven Pekela en Musselkanaal verloopt de weg parallel aan het A.G. Wildervanckkanaal.
De weg is over de gehele lengte uitgevoerd als regionale tweestrooks-stroomweg (autoweg) met een maximumsnelheid van 100 km/h. Tussen Veendam en Boven Pekela heet de weg Provincialeweg, het overige deel heet A.G. Wildervanckweg (naar Adriaan Geerts Wildervanck). Bij de lokale bevolking is de weg echter bekend als de S10, naar het nummer waaronder de weg opgenomen was in de provinciale wegenplannen tot aan de invoering van de Wet herverdeling wegenbeheer in 1993.
Tot 2018 voerde de provincie Groningen werkzaamheden aan het gehele traject uit om de veiligheid op de weg te vergroten. Hiertoe behoren het ongelijkvloers maken van alle aansluitingen, het verbreden van de weg en tussen de N33 en de N367 het verdubbelen van het aantal rijbanen.
Aan de Duitse grens gaat de weg over in de B408, een verbindingsweg naar de A31, waarmee snel Twente en het Duitse Ruhrgebied kunnen worden bereikt.
Volgens de 'Monitor Verkeer en Vervoer' 2004-2005 neemt de verkeersintensiteit toe met circa 1-5% per jaar, hetgeen een normale ontwikkeling is in Nederland.

## Detailkaart

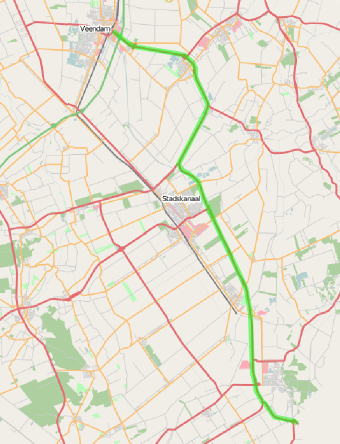
Detailkaart traject

N34 · N46 · N351 · N353 · N354 · N355 · N356 · N357 · N358 · N359 · N360 · N361 · N362 · N363 · N364 · N365 · N366 · N367 · N368 · N369 · N370 · N371 · N372 · N373 · N374 · N375 · N376 · N377 · N378 · N379 · N380 · N381 · N382 · N383 · N384 · N385 · N386 · N387 · N388 · N390 · N391 · N392 · N393 · N398

N851 · N852 · N853 · N854 · N855 · N856 · N857 · N858 · N860 · N861 · N862 · N863 · N865 · N910 · N913 · N917 · N918 · N919 · N924 · N927 · N928 · N962 · N963 · N964 · N966 · N967 · N969 · N972 · N973 · N974 · N975 · N976 · N977 · N978 · N979 · N980 · N981 · N982 · N983 · N984 · N985 · N986 · N987 · N988 · N989 · N990 · N991 · N992 · N993 · N994 · N995 · N996 · N997 · N998 · N999

Cursief vermelde wegen zijn voormalige provinciale wegen.